# Neckartailfingen
Neckartailfingen – miejscowość i gmina w Niemczech, w kraju związkowym Badenia-Wirtembergia, w rejencji Stuttgart, w regionie Stuttgart, w powiecie Esslingen, wchodzi w skład związku gmin Neckartenzlingen. Leży nad Neckarem, ok. 15 km na południe od Esslingen am Neckar, przy drogach krajowych B312 i B297.